# 트레버 머독
윌리엄 뮬러(William Mueller, 본명: 윌리엄 시어도어 뮬러/William Theodore Mueller, 1980년 9월 10일 ~ )는 미국의 전 프로레슬링선수다. 1999년 프로레슬링 입문으로써 2017년 은퇴를 한다. WWE 링네임은 트레버 머독(Trevor Murdoch)이라는 링네임으로도 잘 알려져 있다. 키는 193cm(6 ft 4 in)에다가 몸무게는 118kg(260 lb)이다. 피니쉬는 에이스 오브 스페이스(선셋 플립 파워밤), 다이빙 불독으로 사용을 한다.

## Professional wrestling highlights
- Finishing moves
  - Ace of Spades (Sunset flip powerbomb)
  - Diving bulldog
- Signature moves
  - Body slam
  - Jawbreaker
  - Jumping powerslam
  - Ovrehead side suplex
  - Running big boot
  - Snap DDT
  - Sitout reverse STO
  - Sliding lariat
  - Spinning spinebuster
- Entrance themes
  - "Southern Pride" by Jim Johnston (WWE; 22 August 2005 - 12 May 2008; used in pairs with Lance Cade)
  - "Misunderstood" by Jim Johnston (WWE; 2008)

## 수상
- 퓨처 레전드 어워즈 (2009)
- 두프 컵 (1회) - 보 두프
- PWI 랭크드 힘 #96 오브 더 탑 500 싱글즈 레슬링 인 더 PWI 500 인 2008
- WLW 월드 헤비웨이트 챔피언 (5회)
- WLW 월드 태그팀웨이트 챔피언 (3회) - 불 슈미트 (1회), 웨이드 치즘 (3회)
- WWE 월드 태그팀웨이트 챔피언 (구 버전) (3회) - 랜스 케이드
- WWX 월드 헤비웨이트 챔피언 (1회)
- WWX 월드 유나이티드 스테이츠웨이트 챔피언 (1회)
- NWA 월드 헤비웨이트 챔피언 (1회)